# 呂夏卿
呂夏卿（1018年—1070年），字縉叔，宋代福建晉江縣（今福建泉州）人。史學家。
天禧二年（1018年）生，自幼用功，“日誦數千言”，“闭门读书，亲朋罕见其面”，20歲時參加會試落選，得到翰林學士蘇紳的賞識，說：“安有文章如此，而不為時用者！”。
仁宗慶曆二年（1042年）進士，授端州高要縣（今廣東）主簿，改江寧縣尉，直秘閣同知禮院。
嘉祐八年（1063年），充史館檢修同起居注，知制誥，出知颍州（今安徽阜陽、颍上一帶），染有怪疾，熙寧三年（1070年）卒於任上。呂夏卿墓葬位于惠安县白岩山麓(今属黄塘镇)。
皇祐元年（1049年）编修《新唐書》，負責宗室、宰相世系表，《宋史》称其“于《新唐书》最有功”。王鳴盛在《十七史商榷》亦稱：“新書最佳者志、表，列傳次之，本紀最下”。嘉祐五年（1060年）書成，遷直秘閣，同知禮院。收集大量碑刻和歷代姓氏族譜，編纂《唐文獻考》和《古今世系表》。撰有《新唐书纪志传义例》、《唐书直笔新例》、《唐兵志》和《唐文献信考》等书。又有《文集》五十卷，已佚。《宋史》卷三三一有传。